# Liesse-Notre-Dame

Liesse-Notre-Dame este o comună în departamentul Aisne din nordul Franței. În 1 ianuarie 2022 avea o populație de 1.265 de locuitori.